# Lone Star Le Mans
De Lone Star Le Mans, voorheen de 6 uur van het Circuit of the Americas, is een race uit het FIA World Endurance Championship. De race vindt plaats op het Circuit of the Americas. De eerste editie vond in 2013 plaats.

## Geschiedenis
In 2012 was de 12 uur van Sebring de Amerikaanse ronde van het FIA World Endurance Championship (WEC), maar in 2013 werd deze verplaatst naar het nieuwe Circuit of the Americas. In het seizoen 2018-2019 was de Sebring International Raceway met de 1000 mijl van Sebring weer gastheer van de Amerikaanse ronde. Al in het daaropvolgende seizoen keerde het WEC terug op het Circuit of the Americas met een race die dienst deed als de vervanger van de 6 uur van São Paulo, die werd afgelast omdat de promotor het contract met het kampioenschap niet naleefde. De race kreeg ditmaal de titel Lone Star Le Mans.
In 2024 keert het WEC na vier jaar terug op het Circuit of the Americas, nadat de 1000 mijl van Sebring geschrapt werd.

## Winnaars
| Jaar                                  | Winnaars                                      | Team                                  | Auto                                  | Afstand                               | Verslag                               |               |
| 6 uur van het Circuit of the Americas | 6 uur van het Circuit of the Americas         | 6 uur van het Circuit of the Americas | 6 uur van het Circuit of the Americas | 6 uur van het Circuit of the Americas | 6 uur van het Circuit of the Americas |               |
| ------------------------------------- | --------------------------------------------- | ------------------------------------- | ------------------------------------- | ------------------------------------- | ------------------------------------- | ------------- |
| 2013                                  | Loïc Duval Tom Kristensen Allan McNish        | Audi Sport Team Joest                 | Audi R18 e-tron quattro               | 1031,49 km                            | Verslag                               |               |
| 2014                                  | Marcel Fässler André Lotterer Benoît Tréluyer | Audi Sport Team Joest                 | Audi R18 e-tron quattro               | 866,01 km                             | Verslag                               |               |
| 2015                                  | Timo Bernhard Brendon Hartley Mark Webber     | Porsche Team                          | Porsche 919 Hybrid                    | 1020,46 km                            | Verslag                               |               |
| 2016                                  | Timo Bernhard Brendon Hartley Mark Webber     | Porsche Team                          | Porsche 919 Hybrid                    | 1025,97 km                            | Verslag                               |               |
| 2017                                  | Earl Bamber Timo Bernhard Brendon Hartley     | Porsche Team                          | Porsche 919 Hybrid                    | 1059,07 km                            | Verslag                               |               |
| 2018- 2019                            | Niet gehouden                                 | Niet gehouden                         | Niet gehouden                         | Niet gehouden                         | Niet gehouden                         | Niet gehouden |
| Lone Star Le Mans                     |                                               |                                       |                                       |                                       |                                       |               |
| 2020                                  | Gustavo Menezes Norman Nato Bruno Senna       | Rebellion Racing                      | Rebellion R13-Gibson                  | 1041,24 km                            | Verslag                               |               |
| 2021- 2023                            | Niet gehouden                                 | Niet gehouden                         | Niet gehouden                         | Niet gehouden                         | Niet gehouden                         | Niet gehouden |
| 2024                                  | Robert Kubica Robert Shwartzman Ye Yifei      | AF Corse                              | Ferrari 499P                          | 1008,28 km                            | Verslag                               |               |